# إريش فون فالكنهاين

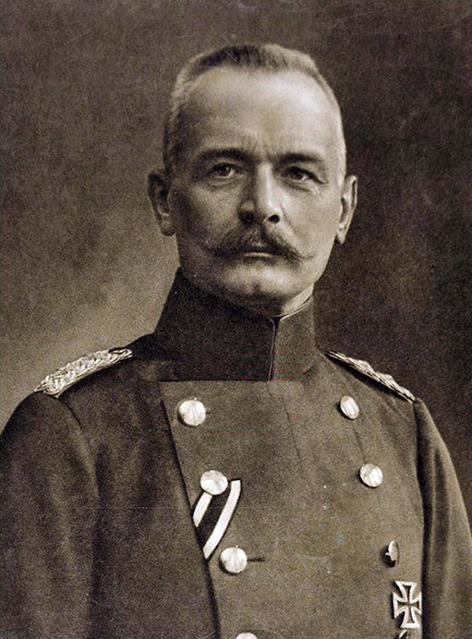
إريش فون فالكنهاين

إريش فون فالكنهاين (بالألمانية: Erich von Falkenhayn) قائد عسكري ألماني (11 سبتمبر 1861-8 أبريل 1922). كان رئيس الأركان العامة في الإمبراطورية الألمانية من 14 سبتمبر 1914 إلى 19 أغسطس 1916 أثناء الحرب العالمية الأولى. خلف هيلموت فون مولتكه الأصغر بعد هزيمة القوات الألمانية في معركة المارن الأولى. استقال فون فالكنهاين أثناء معركة فردان التي فشل فيها الألمان في اختراق الخطوط الفرنسية عام 1916. خلفه باول فون هيندنبورغ.

## روابط خارجية
- إريش فون فالكنهاين على موقع الموسوعة البريطانية (الإنجليزية)